# Egerbakta
Egerbakta is een plaats (község) en gemeente in het Hongaarse comitaat Heves. Egerbakta telt 1539 inwoners (2002).